# Pavle Đurišić
Pavle Đurišić (em sérvio:  Павле Ђуришић; 9 de julho de 1909 – Abril de 1945) foi um oficial regular sérvio-montenegrino do Exército Real Iugoslavo que se tornou-se comandante chetnik (vojvoda) e liderou uma proporção significativa dos chetniks em Montenegro durante a Segunda Guerra Mundial. Distinguiu-se e tornou-se um dos principais comandantes durante a revolta popular contra os italianos em Montenegro em julho de 1941, mas posteriormente colaborou com os italianos em ações contra os partidários iugoslavos liderados pelos comunistas. Em 1943, as suas tropas realizaram vários massacres contra a população muçulmana da Bósnia, Herzegovina e dos Sandžak nos quais cerca de 10 mil pessoas foram mortas entre janeiro e março, incluindo milhares de mulheres, crianças e idosos. Ele então liderou suas tropas durante sua participação na ofensiva antipartidária Caso Branco ao lado das forças italianas. Đurišić foi capturado pelos alemães em maio de 1943, escapou e foi recapturado.
Após a capitulação da Itália, os alemães libertaram Đurišić e ele começou a colaborar com eles e com o governo fantoche sérvio. Em 1944, ele criou o Corpo de Voluntários Montenegrinos com a ajuda dos alemães, do líder do governo fantoche sérvio, Milan Nedić, e do líder do Movimento Nacional Iugoslavo fascista, Dimitrije Ljotić. No final de 1944, o comandante alemão em Montenegro condecorou-o com a Cruz de Ferro de 2ª Classe. Đurišić foi morto na sequência da Batalha do Campo de Lijevče, depois de ter sido capturado por elementos das Forças Armadas do Estado Independente da Croácia perto de Banja Luka numa aparente armadilha preparada por eles e pelo separatista montenegrino Sekula Drljević. Algumas das tropas de Đurišić foram mortas nesta batalha ou em ataques posteriores dos guerrilheiros enquanto continuavam a sua retirada para oeste. Outros tentaram retirar-se para a Áustria; eles foram forçados a se render aos guerrilheiros e foram mortos na área de Kočevski Rog, no sul da Eslovênia, em maio e junho de 1945. Đurišić foi um líder Chetnik muito capaz; suas habilidades de luta eram respeitadas tanto por seus aliados quanto por oponentes.

## Biografia
Pavle Đurišić nasceu em 9 de julho de 1909 em Podgorica, Principado de Montenegro, onde foi criado até a morte de seu pai Ilija.  Sua mãe era Ivana (nascida Radović), do clã Brnović.  Segundo algumas fontes, ele nasceu em 1907.   Đurišić foi educado até o ensino médio. Após a morte de seu pai, mudou-se para Berane, onde morou com seu tio Petar Radović, um juiz e ex-Chetnik que havia sido membro do bando de Vuk Popović durante a Luta da Macedônia. Đurišić frequentou uma escola de formação de professores em Berane durante quase dois anos. 
Em 1927, Đurišić ingressou na 55ª turma da Academia Militar; ele foi comissionado como potporučnik de infantaria (segundo-tenente) no Exército Real Iugoslavo (em servo-croata:  Vojska Kraljevine Jugoslavije, VKJ) em 1930. Ele começou seu serviço em Sarajevo no 10º Regimento de Infantaria Takovska e frequentou a escola de oficiais de infantaria. Đurišić permaneceu em Sarajevo até 1934, quando, a seu pedido, foi transferido para Berane, onde serviu primeiro como comandante de pelotão e depois como comandante da 1ª Companhia do 48º Regimento de Infantaria.  Đurišić teve uma filha chamada Ljiljana, que nasceu em 1937, mas morreu em 1943. 
Em 7 de abril de 1939, após a invasão italiana da Albânia, a companhia de Đurišić foi enviada para Plav, perto da fronteira com a Albânia, para recolher informações. Estabeleceu contacto com indivíduos do protetorado italiano da Albânia e obteve inteligência, mas as informações que obteve não foram muito úteis para a defesa da Jugoslávia e regressou a Berane com a sua companhia. Os contactos que Đurišić fez durante este período tornar-se-iam importantes alguns anos depois.  O filho de Đurišić, Ilija, nasceu em 1940. 

## Segunda Guerra Mundial

### Invasão do Eixo e ocupação italiana de Montenegro
Em abril de 1941, Alemanha, Itália e Hungria invadiram e ocuparam a Iugoslávia. Montenegro foi capturado pelos alemães, que logo se retiraram, deixando aos italianos a tarefa de ocupá-lo. Os montenegrinos rapidamente desenvolveram queixas contra os italianos relacionadas com a expulsão dos montenegrinos do Kosovo e da Voivodina, o afluxo de refugiados de outras partes da Jugoslávia e aqueles que fogem do terror Ustaše nas regiões ao longo das fronteiras com a Bósnia e Herzegovina. Os montenegrinos também tinham queixas contra a anexação italiana de um importante território de produção de alimentos no Kosovo e de uma instalação de produção de sal em Ulcinj à Albânia, e os danos económicos infligidos a muitos montenegrinos pela remoção temporária de notas iugoslavas de 500 dinares ou mais de circulação .  Na época da invasão, Đurišić havia sido promovido ao posto de kapetan prve klase (capitão de primeira classe). 

#### Revolta em Montenegro
Em meados de julho de 1941, o Partido Comunista da Iugoslávia (KPJ) no Montenegro ocupado pelos italianos iniciou uma revolta geral contra os italianos. A revolta foi desencadeada pela proclamação de um Reino restaurado de Montenegro, liderado por um regente italiano e liderado pelo separatista montenegrino Sekula Drljević e seus apoiadores, conhecidos como "Verdes" (zelenaši).   Os insurgentes também incluíam um grande número de nacionalistas sérvios montenegrinos conhecidos como "brancos" (bjelaši), que "representavam laços estreitos com a Sérvia".  Cerca de 400 ex-oficiais da VKJ, muitos dos quais estavam dispostos a trabalhar com os comunistas, também participaram.  Alguns dos oficiais foram recentemente libertados dos campos de prisioneiros de guerra pelos alemães e italianos, tendo sido capturados durante a invasão. Os oficiais do VKJ assumiram o comando, enquanto o KPJ organizou a revolta e forneceu comissários políticos.  Quando a revolta começou, Đurišić juntou-se ao comitê organizado para liderar as operações militares no distrito de Berane. 
Na fase inicial da revolta, os rebeldes tomaram o controlo de pequenas cidades e aldeias. Đurišić lutou ao lado dos insurgentes comunistas  e liderou um ataque bem-sucedido a Berane. Durante os combates mais pesados, ele se destacou,   e emergiu como um dos principais comandantes do levante.  Depois de quase dois dias de combates de casa em casa para capturar Berane, ele se envolveu na negociação da rendição das tropas italianas sobreviventes. Após a rendição italiana, ele se opôs às instruções que recebeu dos comunistas sobre o tratamento dos prisioneiros italianos.  Durante a revolta, Đurišić também liderou combates contra as forças de Drljević.  Após a remoção dos italianos do vale do Lim, Đurišić instou os rebeldes a marcharem sobre Rožaje e Kosovska Mitrovica e atacarem os muçulmanos e albaneses de lá, que ele considerava "anacionais". Os líderes da revolta deixaram claro que consideravam tal acção inaceitável. 
Os outros comandantes principais do levante incluíam os ex-oficiais do VKJ, coronel Bajo Stanišić e major Đorđije Lašić. No espaço de seis semanas, uma força de 67.000 soldados italianos, assistidos por irregulares muçulmanos e albaneses das zonas fronteiriças que forneciam segurança nos flancos, recuperaram o controlo de todas as cidades e rotas de comunicação no Montenegro. O general Alessandro Pirzio Biroli, governador militar italiano de Montenegro, emitiu ordens para esmagar a revolta, mas dirigiu as suas forças para evitar "atos de vingança e crueldade inútil". No entanto, dezenas de aldeias foram queimadas, centenas foram mortas e entre 10.000 e 20.000 habitantes foram internados durante a repressão da revolta. Durante algum tempo, os irregulares muçulmanos e albaneses foram autorizados a pilhar e incendiar aldeias.  Assim que os italianos lançaram a sua ofensiva, os políticos em Berane abandonaram o seu apoio à revolta e começaram a criticá-la. Ex-oficiais do VKJ abandonaram suas unidades e Đurišić deixou o comitê militar que organizava o levante no distrito de Berane. Os políticos e oficiais formaram os seus próprios comités e abordaram os italianos para expressar a sua lealdade e denunciar os comunistas. 
Desenvolveu-se uma divisão entre a liderança comunista do levante e os nacionalistas que participavam.  Os nacionalistas reconheceram que a revolta tinha sido esmagada e queriam parar os combates, enquanto os comunistas estavam determinados a continuar a luta. No final de 1941, os nacionalistas contataram os italianos e ofereceram-se para ajudá-los a combater os comunistas, que desde então haviam sido renomeados como Partidários.  Os nacionalistas — incluindo Đurišić, que era popular na sua própria tribo Vasojevići do norte de Montenegro — posteriormente retiraram-se para o interior.  Eles procuraram evitar provocar os italianos e proteger as aldeias montanhosas caso fossem atacados.  No norte de Montenegro, havia uma distinção marcante entre comunistas e nacionalistas. Os nacionalistas tinham laços mais estreitos com a Sérvia e exibiam uma mentalidade de "fronteira" em relação aos muçulmanos. Os comunistas desejavam continuar a revolta voltando-se contra os seus inimigos de classe. A manipulação ustaše dos muçulmanos em Sandžak e a expulsão dos sérvios das áreas anexadas pela Albânia deixaram Đurišić e seus chetniks impacientes para atacar muçulmanos e albaneses. Posteriormente, eles se voltaram contra os muçulmanos e albaneses da região.  A revolta continuou com intensidade reduzida até dezembro de 1941.  Em 1941, Đurišić foi premiado com a Ordem da Estrela de Karađorđe pelo governo iugoslavo no exílio por recomendação do líder Chetnik Draža Mihailović. 

#### Instruções de Mihailović
Em outubro de 1941, Mihailović nomeou Đurišić como seu comandante de todas as tropas regulares e de reserva no centro e leste de Montenegro e em partes de Sandžak.  No início de Novembro, os líderes nacionalistas no Montenegro rapidamente tomaram conhecimento da divisão entre os chetniks e os partidários na Sérvia; mais tarde naquele mês, eles enviaram Đurišić para visitar Mihailović. Durante esta visita, Đurišić recebeu ordens verbais de Mihailović e foi nomeado comandante de todos os destacamentos Chetnik em Sandžak. Lašić foi nomeado comandante de todas as forças Chetnik no Velho Montenegro.  A nomeação de Đurišić também foi incluída como parte das instruções datadas de 20 de dezembro de 1941 recebidas de Mihailović. As instruções incluíam os seguintes objetivos:

- a luta pela liberdade de toda a nossa nação sob o cetro de Sua Majestade o Rei Pedro II;
- a criação de uma Grande Jugoslávia e dentro dela de uma Grande Sérvia que será etnicamente pura e incluirá a Sérvia [ou seja, também a Macedónia], Montenegro, Bósnia e Herzegovina, Srijem, o Banat e Bačka;
- a luta pela inclusão na Jugoslávia de todos os territórios eslovenos ainda não libertados sob o domínio dos italianos e alemães (Trieste, Gorizia, Ístria e Caríntia), bem como [de áreas agora sob o domínio da Bulgária], e do norte da Albânia com Scutari;
- a limpeza do território estatal de todas as minorias nacionais e elementos anacionais;
- a criação de fronteiras contíguas entre a Sérvia e Montenegro, bem como entre a Sérvia e a Eslovénia, eliminando a população muçulmana dos Sandžak e as populações muçulmanas e croatas da Bósnia e Herzegovina. 

Estas instruções afirmavam que os objectivos dos Partidários significavam que não poderia haver cooperação entre eles e os Chetniks.  Eles também nomearam Đurišić como vojvoda de Chetnik.  Alguns historiadores contestaram a autenticidade destas instruções; dizem que o documento foi uma falsificação feita por Đurišić depois de não ter conseguido contactar Mihailović.    Outros historiadores não mencionam qualquer controvérsia sobre a proveniência das instruções,    mencionam evidências que apoiam sua autenticidade,  ou declaram explicitamente que as consideram autênticas. 

#### Colaboração com os italianos contra os guerrilheiros em Montenegro

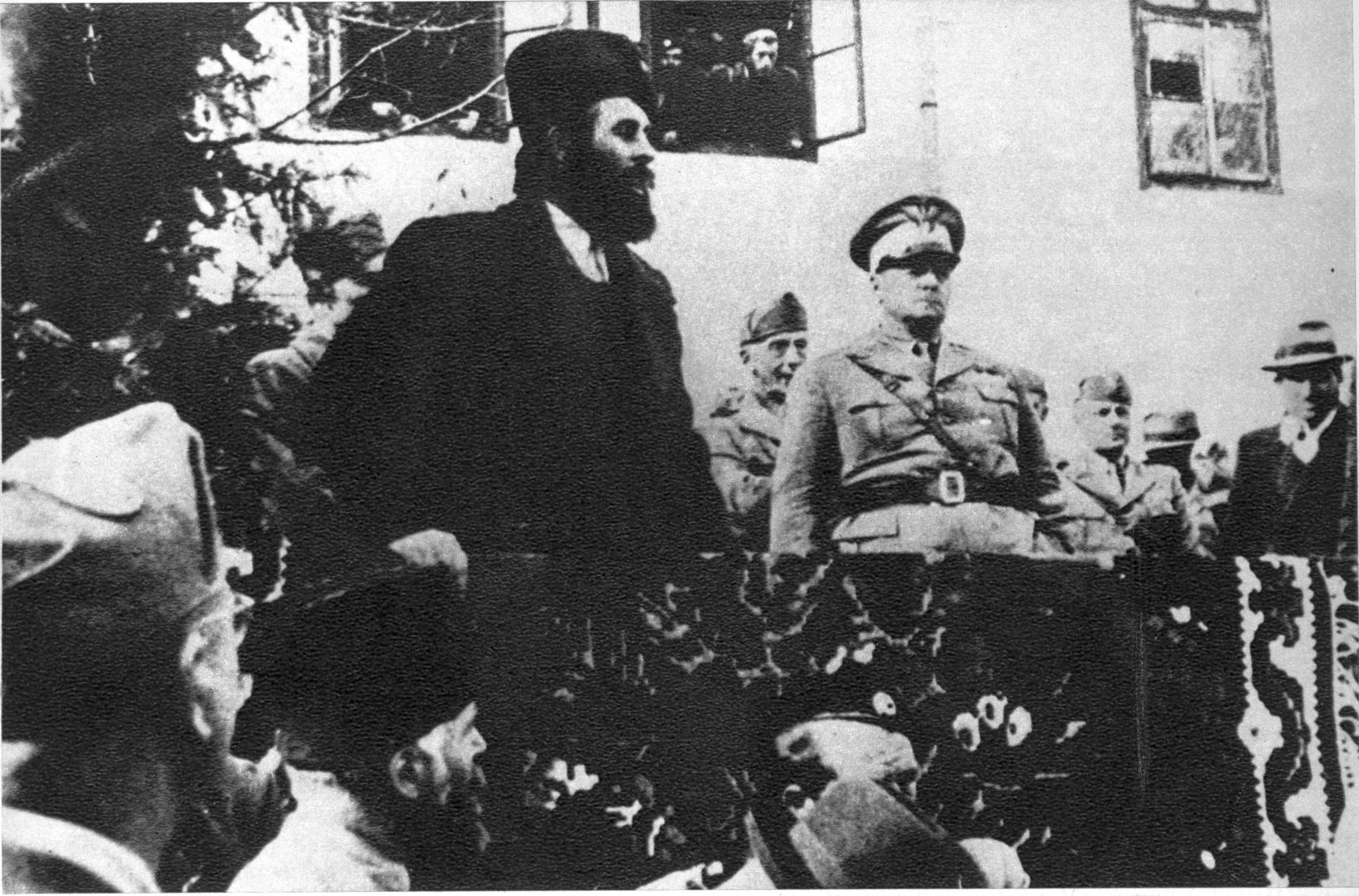
Đurišić discursando aos chetniks na presença do general Pirzio Biroli, governador italiano de Montenegro

Em janeiro de 1942, Đurišić reuniu-se com representantes do Generale di brigata (Brigadeiro) Silvio Bonini, comandante da 19ª Divisão de Infantaria italiana Venezia. O irmão de Đurišić, Vaso, era responsável pela ligação com a divisão italiana e estava estacionado em seu quartel-general em Berane. Nesta reunião, Đurišić recebeu liberdade de ação contra os guerrilheiros na área de responsabilidade da divisão; um acordo entre Đurišić e os representantes italianos foi assinado por Vaso em nome de Đurišić. Naquele mês de março, Đurišić reuniu-se novamente com o pessoal da divisão.  No mesmo mês, reuniu um grupo de ex-oficiais do VKJ, políticos e outros não-comunistas e transmitiu as instruções de Mihailović. Mihailović deu ao quartel-general de Đurišić o codinome de "Cajado da Montanha nº 15";  Đurišić selecionou a vila de Zaostro por sua localização. 
Em janeiro, uma força Chetnik liderada por Lašić conduziu operações bem-sucedidas contra os guerrilheiros no distrito de Andrijevica, mas Lašić sofreu um grave ferimento na cabeça durante os combates. O ferimento de Lašić significou que Đurišić logo se tornou o mais proeminente e importante comandante Chetnik em Montenegro.  Em 5 de janeiro, Đurišić assumiu o comando do distrito de Berane e estabeleceu sete destacamentos Chetnik na área. Pouco depois, foi formado um comité político distrital responsável por organizar a propaganda e encontrar recrutas.  Đurišić logo ganhou o controle de todos os grupos de milícias anticomunistas no distrito de Berane, totalizando 500 homens, e dois grupos menores de Kolašin e Bijelo Polje, totalizando 120 homens. Em 13 de janeiro, após uma semana de preparação, lançou ataques a dois batalhões partidários que operavam no distrito de Berane. Após quatro dias de combates, Đurišić conseguiu eliminar quase completamente o distrito dos guerrilheiros com a ajuda de tropas italianas e milícias muçulmanas.  Em 24 de janeiro, as forças de Đurišić capturaram a aldeia remanescente controlada pelos guerrilheiros no distrito, matando 15 guerrilheiros e executando 27 que haviam sido capturados. Isto eliminou efetivamente a presença partidária remanescente em Berane. 

Em março, Đurišić demonstrou aos italianos que era intransigente para com os guerrilheiros e que os seus destacamentos estavam a expandir-se para além da área de responsabilidade da divisão. Foi negociado um acordo entre Đurišić e o general Biroli, governador militar e comandante das tropas italianas em Montenegro. Este acordo, assinado por Đurišić, também está relacionado com a área de operações da 19.ª Divisão de Infantaria Venezia. Os italianos concordaram em fornecer armas, alimentos e salários a Đurišić e suas tropas. O acordo obrigava Đurišić a: 

- liderar a luta contra os comunistas e os seus apoiantes;
- manter contacto com as autoridades militares italianas, para que as suas ações fossem executadas de acordo com as instruções italianas. Ao norte de Lijeva Rijeka, Đurišić concordou em esclarecer suas ações com Bonini, e ao sul de Lijeva Rijeka ele deveria coordenar com Biroli;
- manter a ordem e garantir a segurança das estradas na sua área de atuação;
- nunca atacar as tropas italianas e limitar as suas atividades à luta contra os comunistas;
- devolver todas as armas fornecidas pelos italianos, exceto as necessárias para manter a ordem, após a destruição dos comunistas.

Apesar de possuir as instruções de Mihailović, Đurišić inicialmente teve influência mínima sobre os elementos não comunistas da resistência montenegrina e foi incapaz de desenvolver uma estratégia eficaz contra os italianos ou partidários nos meses após o seu regresso ao Montenegro. No início de 1942, seu destacamento Chetnik tornou-se mais ativo contra os muçulmanos locais, especialmente no leste de Montenegro e em Sandžak.  Os guerrilheiros ocuparam Kolašin em janeiro e fevereiro de 1942 e se voltaram contra toda oposição real e potencial; mataram cerca de 300 pessoas e jogaram seus cadáveres em covas que chamaram de “cemitério dos cães”. Por causa deste e de outros exemplos de terror comunista, alguns montenegrinos voltaram-se contra os guerrilheiros. Em 23 de fevereiro, Đurišić capturou Kolašin e manteve-a como um bastião Chetnik até maio de 1943.  O terror Chetnik contra adversários políticos intensificou-se após a captura de Kolašin por Đurišić em 23 de fevereiro. Os guerrilheiros e simpatizantes capturados eram normalmente mortos no local, incluindo 17 guerrilheiros feridos capturados na aldeia de Lipovo.  Julgamentos espetaculares foram realizados em março e abril para alguns dos cidadãos proeminentes da cidade, que os Chetniks consideravam oponentes, e muitos comunistas conhecidos ou suspeitos foram condenados à morte e executados.  Đurišić estabeleceu uma prisão Chetnik em Kolašin, na qual 2.000 pessoas foram encarceradas e torturadas. Pelo menos 74 prisioneiros foram baleados em Breza, perto de Kolašin.  No final de abril de 1943, 313 presos da prisão de Kolašin Chetnik foram entregues aos italianos; 27 deles foram executados durante uma execução em massa italiana de 180 reféns em 25 de junho de 1943. 
Em maio de 1942, Đurišić atacou e derrotou o último destacamento partidário significativo em Montenegro.  Em junho de 1942, colaborou com os Ustaše em Foča, no sudeste da Bósnia.  Depois de ser expulso da Sérvia pelos alemães, Mihailović chegou a Montenegro enquanto os italianos e os chetniks lutavam contra os guerrilheiros. Mihailović estava acompanhado por sua equipe e por um oficial de ligação do Executivo de Operações Especiais Britânico (SOE). Ele finalmente estabeleceu sua base na vila de Gornje Lipovo, a poucos quilômetros da sede de Đurišić em Kolašin. Mihailović e seu estado-maior tinham poucas tropas e dependiam de Đurišić para proteção. Pouco depois de Mihailović chegar a Montenegro, Đurišić disse ao oficial de ligação da SOE de Mihailović que estava disponível para agir de forma independente e desafiando Mihailović. Đurišić e os outros comandantes Chetnik em Montenegro reconheceram nominalmente Mihailović como seu comandante supremo, mas raramente o obedeceram. 
Em 24 de julho de 1942, Blažo Đukanović, comandante sênior de todas as forças Chetnik em Montenegro,  assinou um acordo abrangente com Biroli que organizou e reconheceu oficialmente três "destacamentos voadores" Chetnik como tropas auxiliares italianas para uso contra os guerrilheiros. Esses destacamentos foram abastecidos, armados e pagos pelos italianos; eles incluíam 4.500 Chetniks, 1.500 dos quais estavam sob o comando de Đurišić. Os Chetniks tornaram-se uma parte importante do regime de ocupação italiano em Montenegro.  O existente "Comitê Montenegrino Chetnik", liderado pelo Brigadeiro General Đukanović e ao qual Đurišić estava alinhado,  foi reconhecido pelos italianos como o "Comitê Nacionalista de Montenegro", cujos únicos objetivos políticos eram combater os comunistas e outros se opõem à ocupação italiana e “mantêm a lei e a ordem”. Os acordos deveriam ser feitos por entendimento mútuo quanto a salários, rações, armamento e ajuda às famílias dos Chetniks. 
Durante o resto de 1942, as operações italianas em conjunto com os seus auxiliares Chetnik forçaram os guerrilheiros restantes a sair de Montenegro,  após o que os italianos usaram os auxiliares Chetnik para policiar o campo.  Durante a maior parte desse tempo, Đurišić operou de forma bastante independente no norte de Montenegro; ele foi descrito como "uma lei para si mesmo".  Em dezembro de 1942, os Chetniks de Montenegro e os Sandžak reuniram-se numa conferência na aldeia de Šahovići, perto de Bijelo Polje. A conferência foi dominada por Đurišić; as suas resoluções expressavam extremismo e intolerância, e a sua agenda centrava-se na restauração do status quo pré-guerra na Jugoslávia, implementado nas suas fases iniciais pela ditadura de Chetnik. Também reivindicou partes do território dos vizinhos da Iugoslávia.  Nesta conferência, Mihailović foi representado pelo major Zaharije Ostojić, seu chefe de gabinete,  que havia sido anteriormente encorajado por Mihailović a travar uma campanha de terror contra a população muçulmana que vivia ao longo das fronteiras de Montenegro e Sandžak.  Um dos resultados da conferência foi a decisão de destruir as aldeias muçulmanas no distrito de Čajniče, na Bósnia. 

### Caso Branco e limpeza étnica

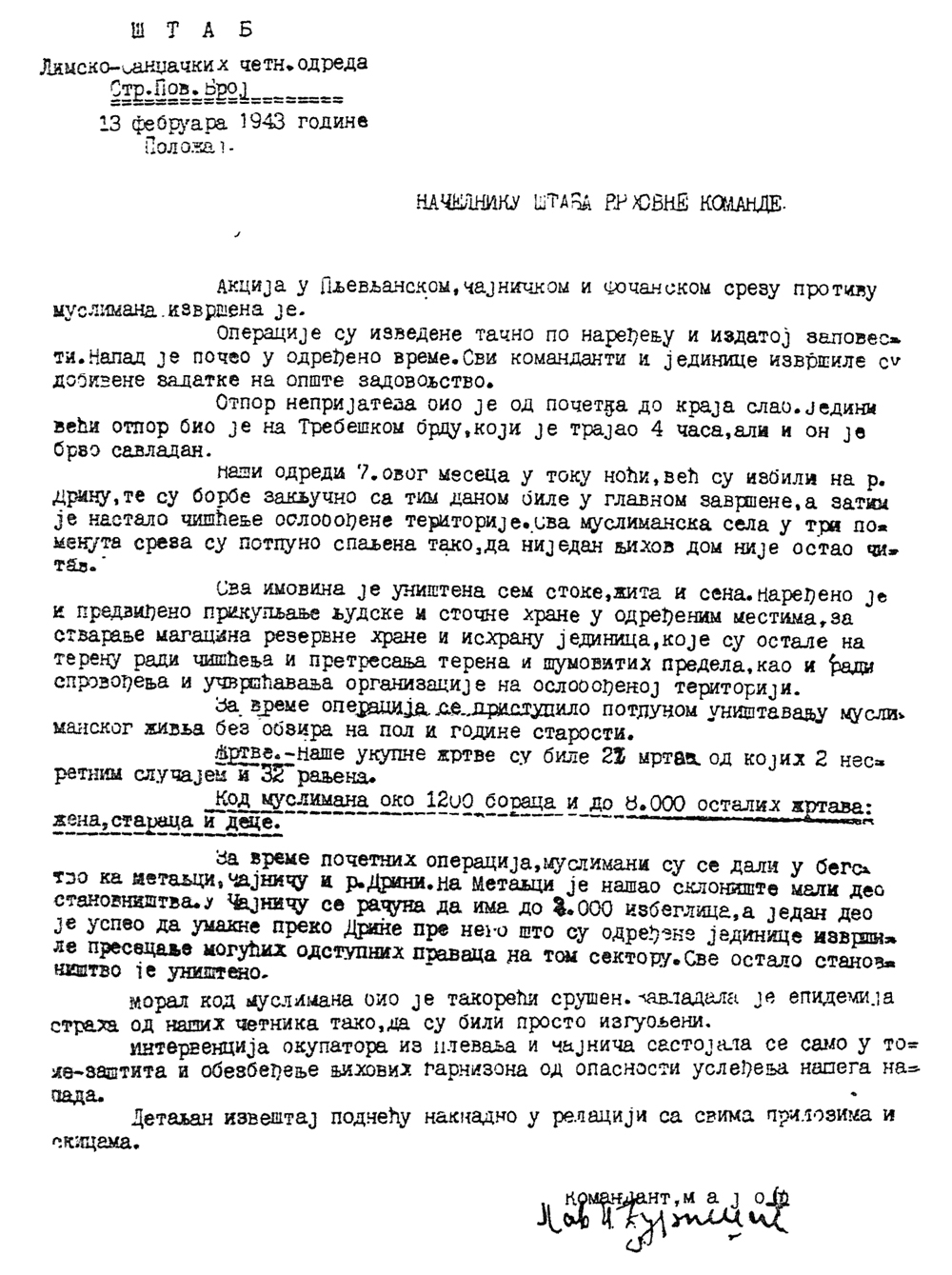
Relatório de Đurišić de 13 de fevereiro de 1943 informando Mihailović sobre os massacres de muçulmanos nos condados de Čajniče e Foča, no sudeste da Bósnia, e no condado de Pljevlja, em Sandžak

Em dezembro de 1942, preocupados com a possibilidade de as forças aliadas desembarcarem nos Bálcãs, os alemães começaram a planejar uma ofensiva antipartidária na Bósnia e Herzegovina com o codinome "Caso Branco". A dimensão da ofensiva planeada exigiu o envolvimento tanto da Guarda Nacional Croata como dos italianos. Mais tarde no planeamento, os italianos começaram a preparar e equipar destacamentos de Chetnik, incluindo o de Đurišić, para envolvimento na operação.  No início de janeiro de 1943, o Comando Supremo de Chetnik ordenou que unidades montenegrinas de Chetnik realizassem "ações de limpeza" contra os muçulmanos no condado de Bijelo Polje, no nordeste de Montenegro. Em 10 de janeiro de 1943, Đurišić relatou que os Chetniks sob seu comando incendiaram 33 aldeias muçulmanas, mataram 400 combatentes muçulmanos — membros da milícia muçulmana de autoproteção também apoiada pelos italianos — e também mataram cerca de 1.000 mulheres e crianças muçulmanas. 
Como auxiliares italianos, o destacamento de Đurišić era tão dependente dos italianos para armas e transporte que só deixou Montenegro em 18 de janeiro de 1943, dois dias antes do início da primeira fase do Caso White.  Em 3 de janeiro de 1943, Ostojić emitiu ordens para "limpar" o distrito de Čajniče das organizações Ustaše-Muçulmanas. Segundo o historiador Radoje Pajović, Ostojić elaborou um plano detalhado que evitou especificar o que deveria ser feito com a população muçulmana do distrito. Em vez disso, estas instruções deveriam ser dadas oralmente aos comandantes responsáveis. Atrasos no movimento das forças Chetnik para a Bósnia para participar do Caso White ao lado dos italianos permitiram ao Comando Supremo Chetnik expandir a operação de "limpeza" planejada para incluir o distrito de Pljevlja em Sandžak e o distrito de Foča na Bósnia. Uma força Chetnik combinada de 6.000 homens dividida em quatro destacamentos e comandada por Vojislav Lukačević, Andrija Vesković, Zdravko Kasalović e Bajo Nikić foi reunida. Mihailović ordenou que todos os quatro destacamentos fossem colocados sob o comando geral de Đurišić. 

No início de Fevereiro de 1943, durante o seu avanço para noroeste na Herzegovina em preparação para o seu envolvimento no Caso White, a força combinada Chetnik matou um grande número de muçulmanos na área de Pljevlja, Foča e Čajniče. Num relatório a Mihailović datado de 13 de fevereiro de 1943, Đurišić escreveu que os seus Chetniks mataram cerca de 1.200 combatentes muçulmanos e cerca de 8.000 mulheres, crianças e idosos, e destruíram todas as propriedades, exceto gado, grãos e feno, que apreenderam.   Đurišić relatou que: 
As operações foram executadas exatamente de acordo com as ordens. [...] Todos os comandantes e unidades cumpriram suas tarefas de forma satisfatória. [...] Todas as aldeias muçulmanas nos três distritos acima mencionados estão totalmente queimadas, de modo que nenhuma das casas permaneceu intacta. Todas as propriedades foram destruídas, exceto gado, milho e feno. Em alguns locais foi ordenada a recolha de forragens e alimentos para que possamos montar armazéns de alimentos reservados às unidades que permaneceram no terreno, a fim de purgá-los e fazer buscas nas áreas arborizadas, bem como estabelecer e fortalecer a organização no território libertado. Durante as operações foi empreendida a aniquilação completa da população muçulmana, independentemente do sexo e da idade.

— Pavle Đurišić
Cerca de 500 muçulmanos, na sua maioria mulheres, crianças e idosos, foram mortos em Goražde em Março, e várias mulheres foram violadas.  Estima-se que 10.000 pessoas foram mortas nas operações anti-muçulmanas comandadas por Đurišić entre janeiro e fevereiro de 1943. A taxa de baixas teria sido mais elevada se muitos muçulmanos já não tivessem fugido da área — a maioria para Sarajevo — quando a acção de Fevereiro começou.  As vítimas de Chetnik durante as operações foram relatadas como 36 mortos e 58 feridos.  As ordens para a operação de "limpeza" afirmavam que os Chetniks deveriam matar todos os combatentes muçulmanos, comunistas e Ustaše, mas não deveriam matar mulheres e crianças. Segundo Pajović, estas instruções foram incluídas para garantir que não houvesse provas escritas do assassinato de não combatentes. Em 8 de fevereiro, um comandante Chetnik fez uma anotação em sua cópia das ordens escritas emitidas por Đurišić de que os destacamentos haviam recebido ordens adicionais para matar todos os muçulmanos que encontrassem. Em 10 de fevereiro, o comandante da Brigada Pljevlja Chetnik disse a um dos comandantes do seu batalhão que deveria matar todos de acordo com as ordens dos seus mais altos comandantes.  De acordo com Tomasevich, apesar de Chetnik afirmar que esta e as "ações de limpeza" anteriores foram contramedidas contra atividades muçulmanas agressivas, todas as circunstâncias apontam para que seja uma realização parcial por Đurišić da diretiva anterior de Mihailović de limpar Sandžak dos muçulmanos. 
No final de fevereiro de 1943, os Chetniks de Đurišić resistiam às tentativas dos guerrilheiros de se moverem para o leste a partir do rio Neretva.   Após a Batalha de Neretva, durante a qual os guerrilheiros forçaram a travessia do rio contra a vacilante oposição chetnik, o destacamento de Đurišić de cerca de 2.000 combatentes recuou para Kalinovik, onde foram "gravemente atacados" pela 2ª Divisão Proletária Partidária no final de março.  Recuando ainda mais em direção ao rio Drina, Đurišić reuniu cerca de 4.500 chetniks bósnios e montenegrinos em torno de Foča em abril, mas precisava desesperadamente de suprimentos. Pouco depois, os italianos retiraram a maior parte das suas tropas de Foča e abandonaram a maior parte de Sandžak. Durante o resto de abril de 1943, Đurišić travou uma ação de contenção contra os guerrilheiros ao longo do rio Drina com seus 3.000 combatentes restantes. 

### Captura
Os alemães seguiram Caso Branco com uma nova ofensiva, codinome "Caso Negro", cujos objetivos eram "desarmar todos os Chetniks e a destruição de todos os guerrilheiros em Montenegro e Sandžak",  para garantir importantes bauxita, chumbo e cromo minas. Segundo Tomasevich, os principais motivos da ofensiva foram a ameaça de um desembarque Aliado nos Balcãs e a necessidade de eliminar grupos de resistência que pudessem ajudar os Aliados.  No início de maio de 1943, os alemães entraram na área de Sandžak e no leste de Montenegro. Đurišić retirou-se para Kolašin com cerca de 500 combatentes e juntou forças com os chetniks sérvios comandados por Dragutin Keserović. 
Em 10 de maio de 1943, Oberstleutnant (Tenente-Coronel) Heinz, comandante do 4º Regimento da Divisão de Brandemburgo, encontrou-se com Đurišić em Kolašin com a intenção de enfrentá-lo para ajudar os alemães contra os guerrilheiros. Đurišić disse que estava disposto a fazer isso, e assim que os guerrilheiros fossem derrotados ele disse que estaria pronto para lutar ao lado dos alemães na Frente Russa. Durante a reunião, Đurišić disse a Heinz que Mihailović tinha deixado Kolašin no final de 1942 e que se recusou a aceitar a política atual de Mihailović. Đurišić disse que Mihailović se distraiu com a propaganda e foi superestimado, e o descreveu como "um visionário instável vagando pela terra".  Đurišić também sublinhou que Josip Broz Tito e os seus partidários eram o único inimigo sério. Em 11 de maio de 1943, Heinz apresentou uma proposta ao General der Infanterie (Tenente-General) Rudolf Lüters, o Comandante Geral Alemão na Croácia, a respeito dos Chetniks que haviam sido "legalizados" pelos italianos. Ele sugeriu que os alemães também "legalizassem" os Chetniks de Đurišić e os usassem para desarmar grupos "não legalizados" de Chetniks. Heinz também propôs que, após a destruição dos guerrilheiros, os alemães "legalizassem" apenas destacamentos fracos dos Chetniks de Đurišić. Os acontecimentos subsequentes indicam que a abordagem de Heinz a Đurišić pode não ter sido autorizada pelos seus superiores e que as suas sugestões não foram postas em prática. 
Em 14 de maio de 1943, um destacamento avançado da 1ª Divisão de Montanha alemã entrou em Kolašin e capturou Đurišić, enganando as tropas italianas que guardavam o seu quartel-general.  Đurišić e os Chetniks não resistiram à sua captura e não houve vítimas. Os italianos protestaram vigorosamente contra a captura de Đurišić, mas os alemães os rejeitaram.  Com a captura dos Chetniks de Đurišić e de outro grupo Chetnik a oeste de Kolašin, alguns dias depois, Case Black tornou-se uma operação quase inteiramente antipartidária.  Đurišić foi levado em um veículo com as marcas da Cruz Vermelha;  ele foi então levado de avião de Berane para um campo de prisioneiros de guerra em Stryi, na região de Lviv, na Galícia, que fazia parte da área de ocupação alemã do Governo Geral.  Ele escapou três meses depois e foi recapturado pelas autoridades do governo fantoche sérvio em outubro de 1943, enquanto tentava cruzar o Danúbio perto de Pančevo, no sul do Banato. Ele foi entregue aos alemães e mantido na prisão da Gestapo em Belgrado.   

### Soltura e retorno ao Montenegro
Em setembro de 1943, os italianos capitularam e os alemães ocuparam Montenegro, estabelecendo um comando de área (em alemão:  Feldkommandantur 1040) sob o comando do Generalmajor (Brigadeiro) Wilhelm Keiper.  Logo depois, o enviado especial alemão em Belgrado, Hermann Neubacher, juntamente com o líder do governo fantoche no território ocupado pelos alemães da Sérvia, Milan Nedić, e o comandante militar alemão no sudeste da Europa, general Hans Felber, organizaram Đurišić será libertado.  Neubacher desenvolveu um plano para estabelecer uma união entre a Sérvia e Montenegro, que chamou de "Grande Federação Sérvia". Ele o submeteu ao Ministro das Relações Exteriores Joachim von Ribbentrop em outubro de 1943.  Đurišić foi uma parte importante deste plano. Ele era bem visto pelos Chetniks e pela população pró-Chetnik em Montenegro, especialmente depois que Stanišić e Đukanović foram mortos em 18 de outubro, após o ataque dos Partidários ao seu quartel-general no mosteiro de Ostrog. Neubacher, Nedić e Felber acreditavam que Đurišić poderia ser usado para combater os guerrilheiros em Montenegro e ajudar a estabelecer relações mais estreitas entre a Sérvia e Montenegro.  Embora o plano de Neubacher não tenha obtido a aprovação de Hitler, Đurišić recebeu suprimentos, incluindo armas e munições, dos alemães e em novembro de 1943 retornou a Montenegro para lutar contra os guerrilheiros.  Nesta época ele estabeleceu laços mais estreitos com Dimitrije Ljotić, cujo Corpo de Voluntários Sérvios (SDK) lhe forneceu armas, alimentos, máquinas de escrever e outros suprimentos. Ele também trabalhou com Nedić, que o promoveu ao posto de tenente-coronel,  e o nomeou assistente do comandante do SDK.  De acordo com Pajović, Đurišić foi promovido no início de meados de 1944 pelo governo iugoslavo no exílio, a conselho de Mihailović. 

### Colaboração com os alemães contra os guerrilheiros em Montenegro

#### Inverno e primavera de 1944
Em fevereiro de 1944, Nedić enviou o 2º Batalhão do 5º Regimento do SDK a Montenegro para complementar as forças de Đurišić.  Na primeira metade de 1944, os alemães em Montenegro e Sandžak organizaram ofensivas contra os guerrilheiros, contando em grande parte com forças sob o comando de Lašić e Đurišić. Devido à fraqueza de suas próprias forças, os alemães contribuíram comandando e abastecendo as tropas envolvidas e fornecendo armas pesadas a unidades blindadas móveis menores. Os líderes Chetnik forneceram a maior parte das tropas. Em fevereiro e março, os alemães e numerosas unidades Chetnik empreenderam uma série de operações de codinome Bora, Baumblüte e Vorfrühling em torno de Podgorica. 
Quando a 2ª Divisão Proletária e a 5ª Divisão Krajina Partidárias avançaram para a Sérvia em março de 1944, as forças Partidárias no norte de Montenegro e Sandžak foram reduzidas à 37ª Divisão Sandžak. Para explorar esta fraqueza, Đurišić propôs aos alemães que lançassem uma operação ofensiva. A Operação Frühlingserwachen foi planejada para as partes norte de Montenegro e Sandžak; o seu objetivo principal era a captura de Kolašin através de ataques concêntricos lançados a partir de Pljevlja, Prijepolje e Pešter. Isto permitir-lhes-ia unir-se às forças que avançavam de Podgorica, no sul, e abrir uma barreira no meio das linhas partidárias. A Operação Frühlingserwachen envolveu uma força do Eixo de cerca de 5.000 homens compreendendo algumas das forças de Đurišić, o SS Polizei-Selbstschutz-Regiment Sandschak, o 2º Batalhão do 5º Regimento do SDK e duas empresas motorizadas alemãs reforçadas. A operação começou no dia 9 de abril; em 12 de abril chegaram a Bijelo Polje. As forças de Đurišić capturaram Berane em 17 de abril, mas a 37ª Divisão Sandžak deteve o avanço das forças na linha do rio Tara em Mojkovac. No dia 24 de abril, após nove dias de ataques e contra-ataques, a 37ª Divisão Sandžak, reforçada pela 7ª Brigada Juvenil de Montenegro "Budo Tomović" da 3ª Divisão de Choque, recuperou a iniciativa. Eles retomaram Bijelo Polje em 30 de abril e Berane em 5 de maio. 
Esta reversão consolidou a fraca posição germano-chetnik em Montenegro; suas forças no sul estavam completamente isoladas das do norte.  As forças Chetnik e seus aliados sofreram pesadas baixas; o 2º Batalhão do 5º Regimento do SDK foi reduzido de 893 homens para 350.  

#### Verão de 1944
Em meados de maio de 1944, Đurišić visitou Belgrado e pediu a Nedić, Neubacher, e ao Generalfeldmarschall (marechal de campo) Maximilian von Weichs, comandante-em-chefe alemão do sudeste, que enviassem urgentemente armas e outros suprimentos para sua unidade, que foi autorizada a uma força de 5.000 homens.  Đurišić — com a ajuda dos alemães, Nedić e Ljotić — estabeleceu então o Corpo de Voluntários Montenegrinos (em sérvio:  Crnogorski dobrovoljački korpus, CDK), que formalmente fazia parte do SDK.  O CDK consistia em alguns dos ex-soldados de Đurišić que foram libertados do cativeiro alemão, mas a maioria eram chetniks que permaneceram em Montenegro e foram reunidos sob o termo genérico "forças nacionais". Por esta altura, embora ainda devesse lealdade formal à Jugoslávia através de Mihailović,  também devia alguma lealdade aos alemães e a Nedić, que o libertaram, promoveram e apoiaram. 
O 2º Exército Panzer alemão organizou as tropas de Đurišić em três regimentos numerados 6º, 7º e 8º, seguindo os cinco regimentos do SDK. O CDK estava subordinado ao quartel-general do 2º Exército Panzer.  Đurišić foi nomeado comandante; o quartel-general de seu corpo ficava em Prijepolje.  O 6º Regimento, baseado em Prijepolje, era comandado pelo Capitão Vuksan Cimbaljević e incluía Chetniks dos distritos de Andrijevica e Berane. O 7º Regimento, com sede em Pljevlja, era comandado pelo Capitão Radoman Rajlić e consistia em Sandžak Chetniks. O 8º Regimento, baseado em Podgorica, era comandado pelo capitão Miloš Pavićević e consistia em Chetniks de Podgorica, Danilovgrad e Nikšić. Cada regimento foi planejado para consistir em dois "corpos" de 800 homens cada.  O CDK compreendia entre 7.000 e 8.000 homens.  O tenente Heusz, um ex-oficial de ligação alemão de Lukačević, foi designado para vigiar Đurišić. Em 30 de maio de 1944, Heusz enviou um briefing detalhado a Đurišić instruindo-o a garantir que as operações conjuntas progredissem sem problemas.  Em meados de junho, com o consentimento alemão, Đurišić mudou-se para a área de Podgorica com um grupo de associados para dirigir pessoalmente a formação do 8º Regimento do CDK.  Ele reorganizou as forças Chetnik sob seu comando, dividindo-as em duas estruturas territoriais (uma sob um estado-maior de comando para Montenegro e Boka Kotorska e outra sob um estado-maior de comando para Stari Ras). 
A colaboração entre as forças de Đurišić e os alemães continuou até o final de 1944.  Em 13 de julho de 1944, a Rádio Belgrado elogiou Đurišić "pelos seus serviços à causa do Eixo".  O 8º Regimento do CDK foi quase destruído em agosto pela 7ª Brigada Juvenil de Montenegro "Budo Tomović" durante a Operação Rübezahl.  O CDK sofreu pesadas perdas nos combates e os alemães ordenaram sua reforma em 21 de setembro de 1944.  Đurišić e as suas forças conduziram represálias contra a população em Pljevlja, Prijepolje, Priboj e Nova Varoš.  Os Chetniks também invadiram aldeias para intimidar e erradicar simpatizantes partidários, nomeadamente em Bjelopavlići, onde 48 comunistas foram executados. 
Đurišić permaneceu em Montenegro até o final da Operação Rübezahl no final de agosto de 1944, após o que retornou ao Sandžak. Após a Operação Rübezahl, a presença de forças partidárias e alemãs no norte de Montenegro e em Sandžak foi reduzida e o foco das operações mudou para a Sérvia. As unidades partidárias restantes rapidamente restabeleceram o domínio sobre os territórios temporariamente perdidos e a 181ª Divisão de Infantaria alemã ordenou que seus três batalhões que permaneceram isolados na área de Pljevlja rompessem o território controlado pelos partidários e se reunissem com o resto da divisão em Mateševo . Este plano, codinome Nordsturm, contou com a participação substancial das unidades de Đurišić. Combinava bem com a orientação geral de Đurišić de se mover em direção à costa, onde se esperava um desembarque aliado.  Nordsturm começou em 31 de agosto. Đurišić e os alemães progrediram no início, capturando Kolašin e Berane, mas as cidades foram rapidamente retomadas pelos guerrilheiros, que partiram para o contra-ataque e capturaram uma série de cidades no norte e oeste de Montenegro e no leste da Herzegovina.   
Đurišić manteve contacto com Lukačević, que nessa altura tinha começado a atacar os alemães na Herzegovina com as suas próprias forças. Đurišić considerou a possibilidade de se juntar a Lukačević na luta contra os alemães em antecipação a um desembarque aliado.  No entanto, como Lukačević foi rapidamente derrotado e nenhum desembarque aliado ocorreu, Đurišić permaneceu vinculado aos alemães. A inteligência alemã acompanhou de perto as comunicações e movimentos de Đurišić, e os comandos alemães continuaram a fazer uso das suas forças. Os alemães contaram os Chetniks de Đurišić como parte do Grupo de Exércitos E em um levantamento das forças disponíveis datado de 16 de novembro de 1944. Na pesquisa, as forças alemãs em Montenegro naquela época foram estimadas em 47.000 soldados, incluindo os 10.000 Chetniks de Đurišić.  Em 21 de outubro de 1944, os guerrilheiros tomaram a guarnição de Grahovo após uma batalha de cinco dias.  Em 6 de novembro, os guerrilheiros cercaram Cetinje, que era defendida pelos alemães, permanecendo camisas negras fascistas italianas, e cerca de 600 chetniks.  Em 8 de novembro, os alemães e chetniks em Cetinje foram reforçados com uma formação de 800-1.000 chetniks liderados por Đurišić, que finalmente conseguiu romper o bloqueio partidário. 
Em 11 de outubro de 1944, por sugestão de von Weichs, Wilhelm Keiper, o Plenipotenciário Geral Alemão em Montenegro, concedeu a Đurišić a Cruz de Ferro (2ª Classe) em nome do Führer e do Alto Comando Alemão pela luta contra os Partidários. 

### Retirada de Montenegro e morte
Em 14 de novembro, o XXI Corpo de Montanha alemão lançou um ataque de Podgorica em direção a Nikšić para abrir um corredor através do qual as forças alemãs em Montenegro pudessem retirar-se em direção ao Reich. Esta tarefa foi confiada ao 363º Regimento de Granadeiros da 181ª Divisão de Infantaria reforçada com artilharia. Foi apoiado por dois grupos de batalha alemães combinados e pelo 86º Batalhão da Guarda Nacional Republicana (GNR) italiano — anteriormente o 86º Batalhão dos Camisas Negras (CCNN). Cerca de 1.200 Chetniks de Đurišić foram posicionados nos flancos do ataque.  A principal formação partidária que enfrentou este ataque foi a 6ª Brigada Montenegrina, que foi apoiada pelo grupo de artilharia do 2º Corpo de Choque e pela 211ª Bateria (East Lancashire) do 111º Regimento de Artilharia de Campanha Britânico, Artilharia Real,  que havia sido desembarcou em Dubrovnik no final de outubro para apoiar os guerrilheiros com seus canhões de 25 libras  como parte da Operação Floydforce. Doze dias de combates ferozes resultaram em baixas significativas e os alemães não fizeram nenhum progresso, perdendo Boka nesse meio tempo. Em 25 de novembro, os alemães decidiram abandonar esta linha de ataque e atacar Kolašin. Os chetniks sob o comando de Đurišić continuaram a lutar ao lado dos alemães. Depois de chegar a Kolašin, a força de Đurišić separou-se dos alemães e dirigiu-se para a Bósnia, marchando para o oeste dos alemães e contornando Pljevlja. Durante a fuga e subsequente retirada, tanto os alemães quanto os chetniks foram submetidos a ataques frequentes dos Aliados.   De acordo com documentos alemães, as forças de Đurišić recrutaram homens à força, espancaram mulheres e saquearam aldeias durante a sua retirada de Montenegro. 
As forças de Đurišić seguiram para o nordeste da Bósnia para se juntarem a Mihailović.  Đurišić queria retirar-se através da Albânia para a Grécia, mas Mihailović disse-lhe para se preparar para um desembarque dos Aliados, o regresso do rei e o estabelecimento de um governo nacional.  Depois que Đurišić se juntou a Mihailović no nordeste da Bósnia, ele criticou a liderança de Mihailović e defendeu fortemente que todas as tropas Chetnik restantes se mudassem para a Eslovênia. Mihailović não foi persuadido; Đurišić decidiu mudar-se para a Eslovénia independentemente de Mihailović e providenciou para que as forças de Ljotić, que já estavam lá, o encontrassem perto de Bihać, no oeste da Bósnia, para ajudar na sua movimentação. Quando deixou Mihailović, juntou-se a ele o ideólogo chetnik Dragiša Vasić e os destacamentos comandados por Ostojić e Petar Baćović, e cerca de 10.000 refugiados.   Esta força foi formada no 8º Exército Montenegrino de Chetnik, composto pelas 1ª, 5ª, 8ª e 9ª divisões (Herzegovina).  Durante janeiro de 1945, os chetniks montenegrinos de Đurišić entraram em confronto com as forças Ustaše perto de Sokolac, a leste de Sarajevo, e 50 chetniks foram mortos e 100 feridos, após o que uma trégua foi acordada entre os lados. A força de Đurišić lutou contra os guerrilheiros perto de Kladanj, entre Sarajevo e Tuzla, perdendo outros 29 homens. No início de fevereiro, Đurišić tentou avançar em direção a Tuzla, mas sofreu 150 mortos e 200 feridos. Estes confrontos serviram para minar a força de Đurišić e aumentar o número de feridos no seu grupo. 
Para chegar a Bihać, Đurišić fez um acordo de salvo-conduto com elementos das Forças Armadas do Estado Independente da Croácia (NDH) e com o separatista montenegrino Drljević. Os detalhes do acordo não são conhecidos, mas pensa-se que ele e as suas tropas pretendiam cruzar o rio Sava para a Eslavônia, onde se juntariam a Drljević como Exército Nacional Montenegrino, do qual Đurišić era o comandante operacional. Đurišić aparentemente tentou enganá-los e enviou apenas suas tropas doentes e feridas para o outro lado do rio, mantendo suas tropas aptas ao sul do rio. Ele começou a mover seu comando para o oeste; perseguidas pelas tropas do NDH e pelos guerrilheiros, as forças de Đurišić chegaram ao rio Vrbas ao norte de Banja Luka no final de março. Entre 30 de março e 8 de abril, a força combinada de Chetnik foi derrotada por uma forte força NDH armada com tanques fornecidos pelos alemães, na Batalha do Campo de Lijevče.  Esta foi provavelmente a maior ação de combate entre as forças do NDH e os Chetniks nos dois anos anteriores. 
Após esta derrota e a deserção de uma das suas subunidades para Drljević, Đurišić foi forçado a negociar diretamente com os líderes das forças do NDH sobre o futuro movimento dos seus Chetniks em direção à Eslovénia. Isto parece ter sido uma armadilha; ele foi atacado e capturado pelo NDH a caminho da reunião. Os acontecimentos após a sua captura não são claros, mas Đurišić, Vasić, Ostojić e Baćović foram posteriormente mortos juntamente com outros, incluindo alguns padres ortodoxos sérvios.  De acordo com Pajović, os Ustaše executaram Đurišić no final de abril de 1945 no campo de concentração de Jasenovac.  Đurišić e 31 outros oficiais Chetnik foram provavelmente mortos no acampamento principal, enquanto o resto dos Chetniks capturados – cerca de 100 – foram executados no subcampo de Stara Gradiška.  O site do Memorial Jasenovac diz que Đurišić foi morto no campo pelos Ustaše em 1945.  A localização do túmulo de Đurišić, se houver, é desconhecida.
Tanto as forças do NDH como Drljević tinham motivos para capturar Đurišić. As forças do NDH foram motivadas pelos ataques terroristas de Đurišić contra a população muçulmana em Sandžak e no sudeste da Bósnia. Drljević se opôs ao apoio de Đurišić à união da Sérvia e Montenegro, o que contrariava o separatismo de Drljević. 

### Consequências
Algumas das tropas de Đurišić escaparam e viajaram para o oeste. Alguns foram mortos pelas forças partidárias, que estavam ao sul da rota de retirada pretendida, a oeste, para a Eslovênia.  A esposa e o filho de Đurišić, bem como as esposas de dois outros oficiais, foram capturados pelos guerrilheiros depois que os restos da coluna de Đurišić foram derrotados.  A maioria, sem líder, foi integrada no Exército Nacional Montenegrino de Drljević e retirou-se em direção à fronteira austríaca.  Partes de ambos os grupos foram posteriormente capturadas na Eslovénia pelos Partidários. Cerca de 1.000 Chetniks de Đurišić cruzaram para a Áustria, mas foram forçados a retornar para a Iugoslávia,  onde alguns foram mortos pelos guerrilheiros perto da fronteira entre a Iugoslávia e a Áustria. A maioria foi levada para o sul da Eslovénia, onde foram mortos e os seus corpos atirados em abismos profundos na área de Kočevski Rog. 
De acordo com Tomasevich, o assassinato dos chetniks montenegrinos pelos guerrilheiros em Kočevski Rog foi um "ato de terror em massa e cirurgia política brutal" semelhante ao realizado pelos chetniks no início da guerra. Foi em parte um acto de vingança pelo terror em massa levado a cabo pelos Chetniks contra os Partidários e segmentos pró-Partidários da população e em parte para impedir os Chetniks de continuarem uma luta armada contra os comunistas, talvez com assistência ocidental.  Menos de um quarto da força que começou com Đurišić em Montenegro, e outros chetniks que se juntaram a ele durante a viagem para norte e oeste, sobreviveram. Algumas semanas depois, Drljević, que fugiu para a Áustria, foi descoberto pelos seguidores de Đurišić e morto.  Đurišić foi um dos líderes iugoslavos do Chetnik;  suas habilidades de luta foram respeitadas por seus aliados e oponentes.  

## Controvérsias

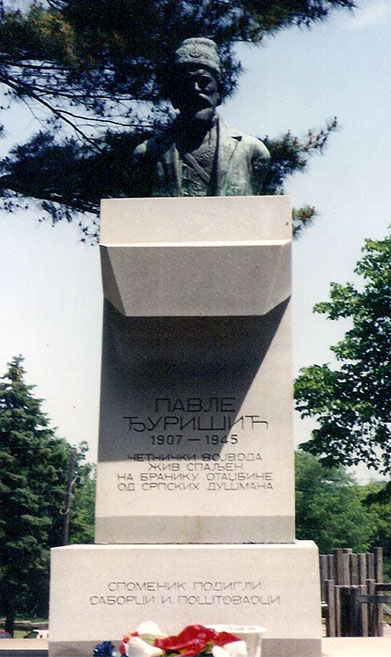
O monumento a Đurišić erguido no cemitério sérvio em Libertyville, Illinois

A diáspora sérvia nos Estados Unidos ergueu um monumento dedicado a Đurišić no cemitério sérvio em Libertyville, Illinois. A direção e os jogadores do clube de futebol Red Star Belgrade visitaram-no em 23 de maio de 2010. 
Em maio de 2002, foram preparados planos para um complexo memorial "Montenegrino Ravna Gora" localizado perto de Berane. O complexo seria dedicado a Đurišić, que passou parte de sua juventude em Berane e ali estabeleceu seu quartel-general durante a guerra.  Em Junho de 2003, a Ministra da Cultura montenegrina, Vesna Kilibarda, proibiu a construção do monumento, afirmando que o Ministério da Cultura não tinha recebido um pedido para erigi-lo.  A Associação dos Veteranos de Guerra do Exército de Libertação Nacional (SUBNOR) opôs-se à construção do monumento, dizendo que Đurišić era um criminoso de guerra responsável pela morte de muitos colegas da associação de veteranos e de 7.000 muçulmanos. 
A Associação Muçulmana de Montenegro condenou a construção e afirmou: “esta é uma tentativa de reabilitá-lo e é um grande insulto aos filhos das vítimas inocentes e ao povo muçulmano em Montenegro”.  Em 4 de julho de 2002, o governo montenegrino proibiu a inauguração do monumento, afirmando que "causou preocupação pública, incentivou a divisão entre os cidadãos de Montenegro e incitou o ódio e a intolerância nacionais e religiosos".  Um comunicado de imprensa da comissão responsável pela construção do monumento afirmou que as ações tomadas pelo governo foram “absolutamente ilegais e inadequadas”.  No dia 7 de julho, a polícia retirou a arquibancada que havia sido preparada para o monumento.  
Em 2011, o partido político sérvio montenegrino Nova Democracia Sérvia (NOVA) renovou os esforços para construir um monumento; afirmaram que Đurišić e outros oficiais reais jugoslavos eram "líderes da revolta de 13 de julho" e "continuaram a sua luta para libertar o país sob a liderança do rei Pedro e do governo do Reino da Iugoslávia". 

### Jornais
- Royal Air Force (Out 1944). «The Balkan Theatre: Greece and Yugoslavia». Egypt: Headquarters Mediterranean Allied Air Forces. RAF Mediterranean Review (9): 55–82. OCLC 221698204. Consultado em 4 Jul 2014
- Terzić, Milan (2004). «Falsifikat ili ne? Instrukcija Draže Mihailovića od 20. decembra 1941. Đorđu Lašiću i Pavlu Đurišiću» [Forgery or not? Draža Mihailović's Instructions of 20 December 1941 to Đorđe Lašić and Pavle Đurišić]. Vojnoistorijski institut vojske SCG. Vojno-istorijski glasnik (em sérvio). 2004 (1–2): 209–214. ISSN 0042-8442. Consultado em 25 Jun 2014

### Websites
- «Ministarka kulture zabranila podizanje spomenika Đurišiću» [Minister for Culture bans raising of monument to Đurišić]. B92 (em servo-croata). 11 Jun 2003
- «Zabranjen skup za otkrivanje spomenika Đurišiću» [Gathering for unveiling of Đurišić's monument banned]. B92 (em servo-croata). 4 Jul 2003
- «Policija srušila postolje za spomenik Đurišiću» [Police destroy base for monument to Đurišić]. B92 (em servo-croata). 7 Jul 2003
- «Montenegro: Muslims condemn plan to unveil monument to WWII warlord». BBC. 20 Jun 2003
- «Montenegrin police destroy base for monument to controversial WWII leader». BBC. 7 Jul 2003
- Gudžević, Sinan (18 Jun 2010). «Na kapi zvezda, u glavi kokarda». e-Novine (em servo-croata). Cópia arquivada em 15 Dez 2012
- Jasenovac Memorial Site (2014). «List of Individual Victims of Jasenovac Concentration Camp». Jasenovac Memorial Site. Consultado em 24 Jun 2014
- Prijović, Zvonko (7 Maio 2002). «Crnogorska Ravna gora». Glas javnosti (em servo-croata)
- Prijović, Zvonko (13 Jun 2003). «Neće biti obeležja Pavlu Đurišiću». Glas javnosti (em servo-croata)
- Sekulović, Milutin (10 Jun 2003). «Partizanski komandant, pa – vojvoda». Večernje novosti (em servo-croata)
- «NOVA predlaže da država podigne spomenik Pavlu Đurišiću». Vijesti (em servo-croata). 13 Ago 2011. Consultado em 2 Set 2012. Cópia arquivada em 9 Jun 2012